# Сергиенко, Владимир Иванович
Сергиенко Владимир Иванович (1914—1986) — участник антирумынского подпольного коммунистического движения в городе Измаил в 1930—1940 годах.

## Биография
Владимир Сергиенко родился в 1914 году. В 1935 году, как рекрут приписан к воинскому участку города Измаил. В 1936 году призван в 8 Каларашский пехотный полк в городе Галац.
Первая запись о его подпольной деятельности датируется 7 апреля 1933 года, как члена коммунистической ячейки Прасковии Бондаренко, Ивана Почтаренко, Ивана Ивашко, Петра Кириленко. Из воспоминаний ветеранов подпольного движения Владимир Сергиенко и Дмитрий Холостенко на 1 мая 1931 года на рыбоприёмном пункте Новая Некрасовка вывесили красный флаг.
После ареста в апреле 1933 года он был заключён под стражу в местную тюрьму, которая располагалась на улице Тюремная 5. По решению прокуратуры и трибунала 7 августа, согласно частичной амнистии, группа П. Бондаренко была освобождена, но за ними был установлен гласный и негласный надзор.
Второй раз арестован в феврале 1937 года уже на военной службе. По решению прокуратуры и трибунала в Измаиле, Сергиенко В. И. был направлен в Военный трибунал в городе Галац. Члены Совета активистов коммунистической организации, яростно защищались, пытаясь снизить тяжесть обвинения и сроки заключения. Сергиенко В. был среди самых активных членов организации. По свидетельству адвоката, доктора Москотиану, пытался сделать многое для пропаганды коммунизма и вербовки новых приверженцев
В 1940 году стал председателем областной организации МОПР.